# Puebla de Arenoso
Puebla de Arenoso, en castillan et officiellement (La Pobla d'Arenós en valencien), est une commune d'Espagne de la province de Castellón dans la Communauté valencienne. Elle est située dans la comarque de l'Alto Mijares et dans la zone à prédominance linguistique castillane.

## Géographie
En 1974, les eaux du barrage d'Arenoso ont englouti le village de Campos de Arenoso ; une partie du territoire de la commune de ce village a été rattachée à Puebla de Arenoso.

Localisation de Puebla de Arenoso
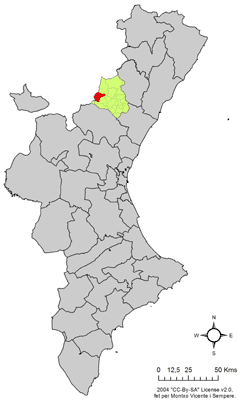
dans la Communauté valencienne.
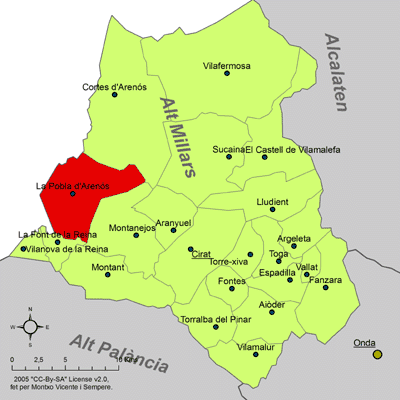
dans la comarque de l'Alto Mijares.